# Scapoli
Scapoli (Scapulë in molisano) è un comune italiano di 572 abitanti della provincia di Isernia in Molise. Fino al XV secolo fu parte integrante del Giustizierato d'Abruzzo e dell'Abruzzo Citeriore.

## Origini del nome
Il nome del paese potrebbe essere relativo alla posizione morfologica del borgo: infatti potrebbe provenire dal latino scopulus che significa guglia o scopulae che significa versante del monte.

## Storia
Le origini del paese risalgono probabilmente al IX secolo, come risulterebbe da alcuni testi tra i quali il "Chronicon Vulturnense", antico testo redatto intorno al 1130 da un monaco dell'abbazia di San Vincenzo al Volturno di nome Giovanni. Proprio da questo testo risulterebbe che l'insediamento di Scapoli (cd. Castrum Scappili) nacque sulle terre di proprietà dall'abbazia ad opera dei monaci che erano stati cacciati dai Saraceni da Castel San Vincenzo.
Dalla sua costituzione Scapoli subì l'influenza di diverse famiglie di origine franco-romana, tra le quali nel 1043 prevalse la famiglia Borrello che aveva sottratto all'abbazia l'intera valle del Volturno.
Il paese ritornò nelle mani dell'abbazia grazie all'intervento di papa Niccolò II per poi esservi di nuovo sottratto ad opera dei Conti dei Marsi.
Successivamente dal 1200 passò in mano ai Caldora e nel 1382 il feudo fu venduto ai Pandone.
Nel XVI secolo prima fu dei Rendina del Mag.co Bartolomeo e poi passò fino al 1621 ai Bucciarelli per poi essere ceduto a Innico di Grazia, barone di Cerro al Volturno, fino ad arrivare ai marchesi Battiloro.
Fu annesso al ducato di Terra di Lavoro fino al 1861 quando entrò nel territorio di Campobasso.
Durante la seconda guerra mondiale si trovò sulla famosa "Linea Gustav" creata dai Tedeschi per impedire l'avanzamento degli alleati. Molto importante fu infatti la costituzione proprio a Scapoli del Corpo Italiano di Liberazione, protagonista di sanguinose battaglie sul vicino Monte Marrone.
Nel 1970 fu annesso alla neonata provincia di Isernia e da 20 anni fa parte del Parco nazionale d'Abruzzo, Lazio e Molise.

### Simboli
Lo stemma e il gonfalone sono stati concessi con DPR del 27 aprile 1964.
Lo stemma è troncato e raffigura nella parte superiore una mitra d'argento in campo azzurro; nella parte inferiore un monte di tre cime e una polla d'acqua sorgiva, evidente richiamo alle risorse naturali e paesaggistiche del territorio. 

## Società

### Evoluzione demografica
Abitanti censiti

## Cultura

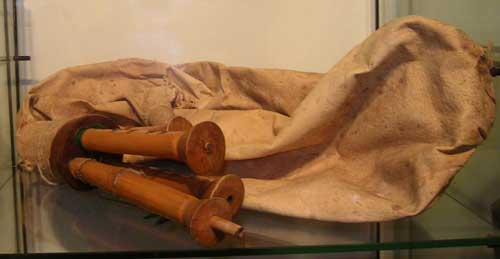
Zampogna di Scapoli

### Musei

#### Museo Internazionale della Zampogna "P. Vecchione" e Mostra Permanente della Zampogna
Allestito negli anni '70 nel cuore del centro, presso i ruderi della chiesa di Santa Maria, fu ingrandito nel 1990 e nel 2010. Nacque come esposizione annuale dello strumento con la prima edizione allestita nel 1975, ma il museo vero e proprio vide la luce da un progetto nel 1981 per volere del sindaco Pasquale Vecchione, a cui è dedicato. Morto prematuramente, il museo ha visto la nascita vera e propria con sede permanente nel 2002, benché le mostre annuali continuassero a susseguirsi, portando a Scapoli sempre più fama. La mostra dell'Associazione però usufruiva degli spazi già dal 1991, con l'istituzione di una festa ricreativa a tema, che prevedeva anche degustazione di prodotti tipici, in vista del Natale. Il museo offre il percorso storico dello strumento musicale, le leggende e le tradizioni locali del Natale, e modelli storici di grande pregio, e modelli più moderni.
Esiste un secondo museo scapolese della Zampogna, in corso Kennedy, all'ingresso del paese storico, che consiste in due piccole stanze che conservano modelli originari di zampogne, alcune di provenienza estera (Scozia, Romania, Turchia), donazioni di associazioni con cui Scapoli ha contatti. Attualmente c'è una controversia tra questa Mostra della Zampogna e il Museo "P. Vecchione" in quanto quest'ultimo contiene solo modelli riprodotti, e l'altro è gestito interamente dagli storici mastri bottegai.
Museo del corpo di liberazione Aldo Moro

### Cucina
A Scapoli si producono tradizionali ravioli alla scapolese che su proposta della Regione Molise, hanno avuto il riconoscimento ministeriale di tipicità.

### Eventi
Attualmente il paese è conosciuto per essere la capitale mondiale della zampogna, antico strumento a fiato prodotto ancora oggi a mano dagli artigiani scapolesi.
Ogni anno dal 1975 nell'ultimo week-end di luglio si svolge in paese la tradizionale Festa della Zampogna, manifestazione che richiama migliaia di persone.
Non meno importante poi è la tradizione del Falò di San Giorgio il 22 aprile, in cui in diverse frazioni si accendono dei falò in onore del Santo protettore intorno ai quali ci si riunisce.
Ogni anno l'ultima domenica di Carnevale si svolge qui la Raviolata, manifestazione gastronomica in cui è possibile degustare questo prodotto. Il raviolo alla Scapolese non è altro che un raviolo di grosse dimensioni con un particolare ripieno dal gusto deciso e dal sapore intenso.

## Economia
Produzione artigianale tipica di Scapoli è quella della zampogna e della ciaramella, strumento tipico dei viandanti durante il periodo natalizio dell'Abruzzo e del Molise. Il modello della zampogna più usato a Scapoli è quello 25 con chiave.

## Amministrazione
| Periodo        | Periodo        | Primo cittadino  | Partito          | Carica  | Note |
| -------------- | -------------- | ---------------- | ---------------- | ------- | ---- |
| 23 aprile 1995 | 13 giugno 1999 | Renato Sparacino | lista civica     | Sindaco |      |
| 13 giugno 1999 | 7 giugno 2009  | Vito Livio Izzi  | lista civica     | Sindaco |      |
| 7 giugno 2009  | 10 giugno 2024 | Renato Sparacino | Crescere insieme | Sindaco |      |
| 10 giugno 2024 | in carica      | Emilio Ricci     | Crescere insieme | Sindaco |      |